# TNT-equivalent

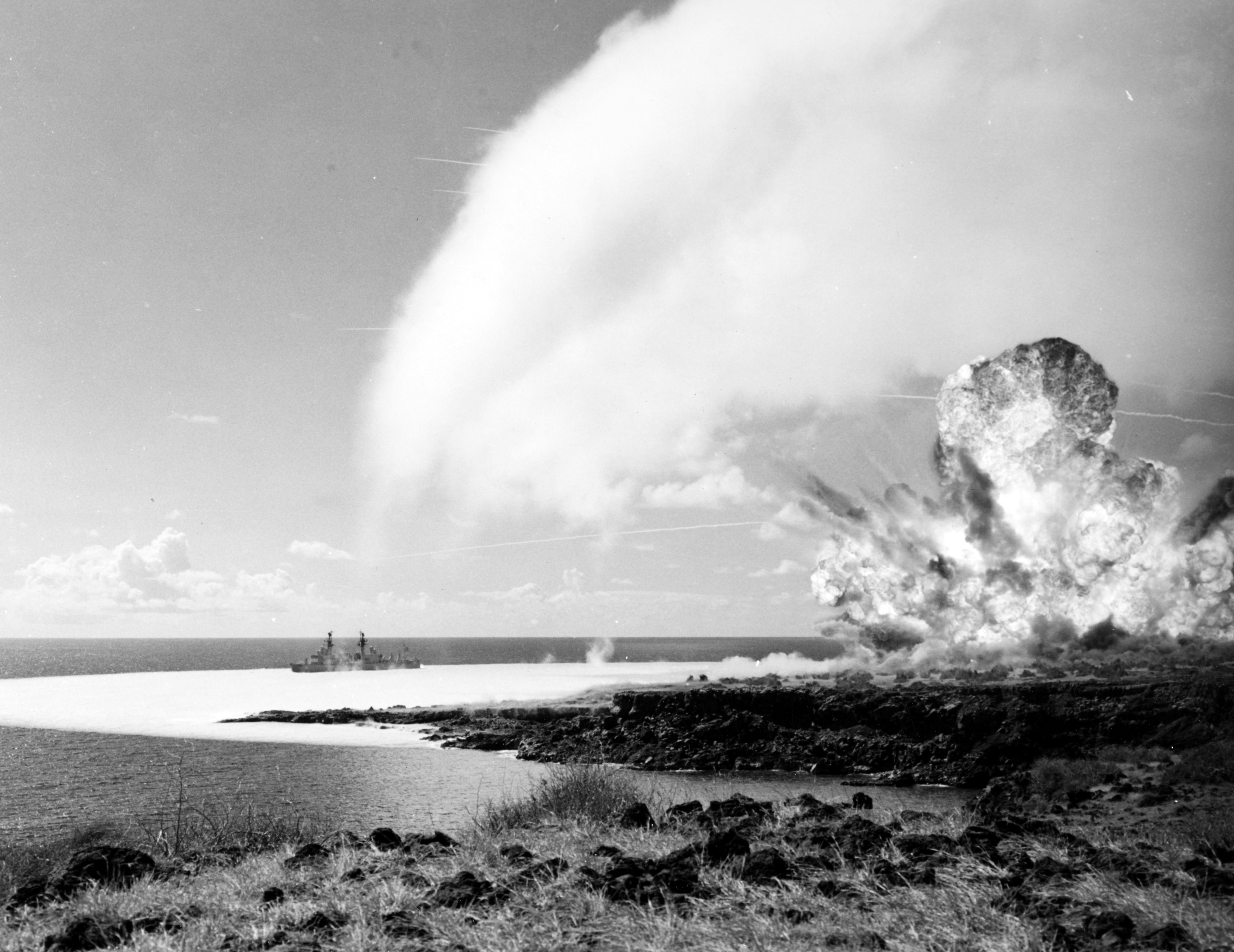
Ontploffing van 500 ton TNT

TNT-equivalent of ontploffingskracht is een standaard energiedichtheid die aan een eenheid van massa een eenheid koppelt voor de bij explosies (met name kernexplosies) vrijkomende energie.

## Algemeen
Deze eenheid is geen deel van het SI-systeem, maar niettemin zeer gebruikelijk. De eenheid wordt gebruikt voor het aanduiden van de explosie-energie van militaire wapens, industriële springstoffen en andere explosieven, en meer in het algemeen bij het plotseling vrijkomen van energie, zoals de inslag van een grote meteoriet. Vaak wordt alleen de massa aangeduid, met weglating van de term TNT (bijvoorbeeld: "een explosieve energie van twee kiloton").

## Definitie
Een kiloton TNT-equivalent is gedefinieerd als 1012 calorieën, oftewel 4,184 · 1012 J.
Indertijd is als volgt een definitie opgesteld: TNT heeft een molaire massa van 227,1 g/mol en levert 250 kcal/mol energie op (ten tijde van de definitie werd nog niet met joules gerekend, maar met calorieën). Hieruit volgt een energiedichtheid van ca. 1100 kcal/kg oftewel 4,6 MJ/kg. Voor het gemak is dit voor de definitie van een kiloton TNT afgerond naar 1000 kcal / kg hetgeen oplevert
1 · 1012 cal
oftewel
4,184 · 1012 J.
Gevolg van deze afronding is dat een kilo TNT een explosieve energie heeft van niet 1 maar 1,1 kg TNT-equivalent.
Gebruikte eenheden zijn de kiloton (kT), megaton (MT) en gigaton (GT). Om verwarring met massa te vermijden worden de TNT-equivalenten geschreven met hoofdletter T, dus MT en niet Mt.

## Voorbeelden
Het TNT-equivalent van vuurwerk is minder dan een gram. Springladingen die bij terroristische aanslagen gebruikt worden hebben een explosieve energie die ligt tussen 0,5 en 1000 kg TNT.
Een ondergrondse explosie van een kiloton TNT veroorzaakt aan het aardoppervlak een beving van ca. 4 op de schaal van Richter. De atoombom die in 1945 boven Hiroshima ontplofte had een energie van ca. 15 tot 20 kT TNT. Het totaal van alle conventionele bommen die in de Tweede Wereldoorlog op steden werden geworpen wordt geschat op 2 megaton. In 1961 liet de Sovjet-Unie de zwaarste waterstofbom uit de geschiedenis exploderen, bekend als de Tsar Bomba; de explosieenergie was ca. 50 megaton. Bij de ontploffing van de meteoriet boven Tsjeljabinsk op 15 februari 2013 kwam volgens schattingen van NASA een energie vrij van 500 kiloton TNT (25 tot 40 keer de kracht van de atoombom boven Hiroshima).

## Andere factoren
Behalve de vrijkomende energie is ook de tijd waarin die energie vrijkomt van belang. Ter verduidelijking: de energie-inhoud van hout is drie keer zo hoog als van TNT. Desondanks is de "explosiekracht" van hout (bij het verbranden) klein, omdat het vermogen, dus de vrijkomende energie per tijdseenheid, zeer veel kleiner is. Dit wordt met een corrigerende factor in aanmerking genomen. Die wordt bepaald door vergelijking van de drukgolven die de springstoffen genereren met die van TNT. Voor hout levert dit een correctiefactor op die vrijwel gelijk is aan nul.
Verder volgt uit de explosieve energie niet hoe veel kortdurende en langdurige ioniserende straling door de explosie ontstaat.

## Andere springstoffen vergeleken met TNT
Vergelijkende tabel met omrekenfactoren voor chemische springstoffen naar TNT-equivalent:
| Springstof                  | Omrekenfactor |
| --------------------------- | ------------- |
| buskruit                    | 0,25 tot 0,4  |
| flashkruit                  | 0,45          |
| ammoniumnitraat             | 0,5           |
| dynamiet/ballistiet/cordiet | 0,8           |
| Amatol                      | 0,85          |
| TNT                         | 1,1           |
| HMX                         | 1,1           |
| nitroglycerine              | 1,2           |
| HMTD                        | 1,25          |
| C-4                         | 1,3           |
| RDX/hexogeen/cycloniet      | 1,5           |
| Semtex                      | 1,6           |
| PETN (pentriet)             | 1,7           |
| HNIW/CL20                   | 1,9           |
| ONC/Sorguyl                 | 2,1           |
| chloraatspringstoffen       | 2,2           |

## Andere meetmethoden en meeteenheden
Naast het TNT-equivalent bestaan nog de meetmethode van Trauzl en de Sand-test.